# باربرا سيدني (كونتيسة ليستر)
كانت باربرا سيدني، كونتيسة ليستر (بالإنجليزية: Barbara Sidney, Countess of Leicester)‏ (المولودة عام 1563 - والمُتوفاة في 24 مايو عام1621) الوريثة الشرعية لمملكة ويلز، والزوجة الأولى لروبرت سيدني، حاكم ليستر.

## أصلها

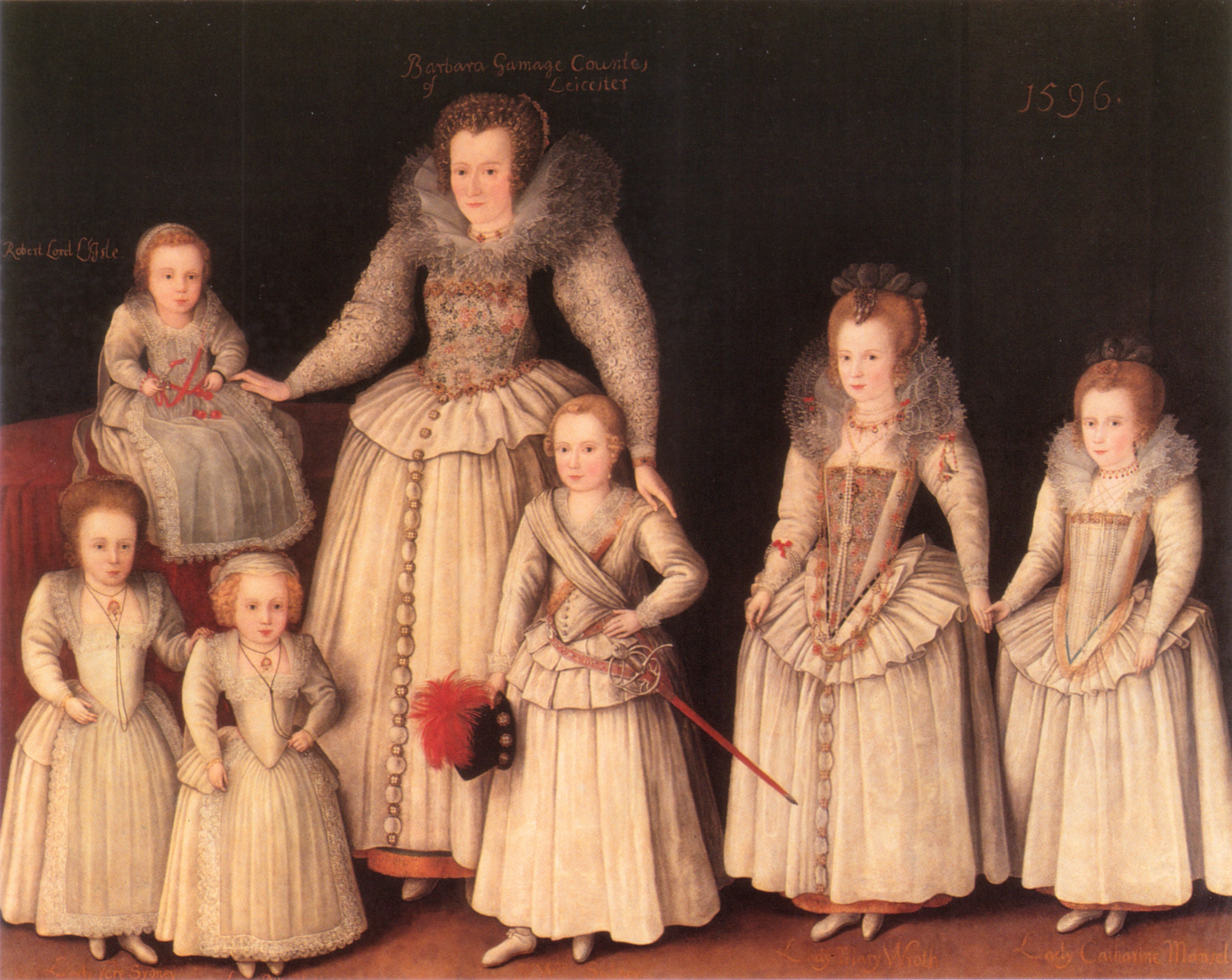
بربرا سيدني مع ستة من أطفالها، رُسمت تلك اللوحة عام 1956 من قِبَل ماركوس غيرايرتس الأصغر (1561-1636 ، ضمن مجموعة فيكونت دي ليسلي في قصر بنشراست

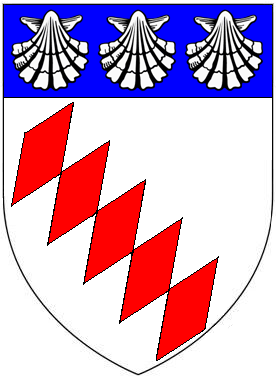
شعار قلعة غامميج أوف كيتي، غلامورغان: درع من الفضة مع خمس فصوص في ثنيات منحنية من الذهب

كانت باربرا الوليدة الوحيدة لوالدها جون جاماج (1584) أمير قلعة كويتي، غلامورغان. عند وفاة والدها، مُنحت باربرا التاج الملكي تحت وصاية السير إدوارد سترادلينج من قلعة سانت دونات، غلامورغان، حتى إعلان زواجها.

## الزواج والسلالة
في 23 سبتمبر 1584، تزوجت باربرا من روبرت سيدني، الذي نُصِّب فيما بعد حاكمًا لقلعة ليستر، في قلعة سانت دونات، بيت ولي أمرها. وعلى الرغم من أن سيدني كانت عضوًا في البرلمان في غلامورغان، فقد عاش الزوجان بشكل رئيسي في قلعة بينارد في لندن وفي قصر بنشراست في مقاطعة كِنت.
أنجبت باربرا وروبرت سيدني أحد عشر طفلاً:
- السير وليام سيدني
- هنري سيدني
- فيليب سيدني
- مريم العذراء
- روبرت سيدني الثاني
- كاثرين
- فيليبا
- مارجريت
- دوروثي
- إليزابيث
- بريدجيت
- باربرا، والتي تزوجت توماس سميث أول حاكم لسترانجفورد.

ووفقًا لمحرر قصيدة بن جونسون "To Penshurst"، فإن مصطلحي (شجرة البلوط الملكية - My Lady's Oak) و (مملكة النمل - Gamage cops) في القصيدة هي إشارة إلى الكونتيسة باربرا سيدني. يُفسّر هذا على أن المصطلح الأول، وفقًا للتقاليد، «لأنها تسلمت التاج تحت شجرة البلوط في متنزه بنشراست Penshurst»، والتي سميت فيما بعد" My Lady's Oak "، والمصطلح الثاني أنها كانت تحب أن تغذي الغزلان تحت وديان مملكة النمل.